# Рябов, Дмитрий Павлович
Дмитрий Павлович Рябов (1860 —?) — российский архитектор. Автор ряда зданий в Петербурге.

## Биография
Учился в Академии Художеств. За время обучения получил медали: малая поощрительная (1883), малая (1887) и большая (1889) серебряные. В 1889 году окончил курс наук; в 1893 году удостоен звания классного художника 2-й степени за программу «Проект гостиницы для приезжающих в столичном городе».
Архитектор Гатчинского дворцового управления (1896—1899), Александровского завода (1900), архитектор петербургской городской управы (1900—1917), Лесного института (1908—1919). Действительный член Петербургского общества архитекторов (с 1899 года), хозяйственно-технического комитета Императорского Человеколюбивого общества (1914—1917), различных благотворительных обществ (общества пособия рабочим, пострадавшим при постройках, Гатчинского благотворительного общества, Невского общества устройства народных развлечений).
Проживал в Петербурге по адресу: 1-й Муринский проспект, 25 (1904—1917).

## Проекты и постройки

### Санкт-Петербург

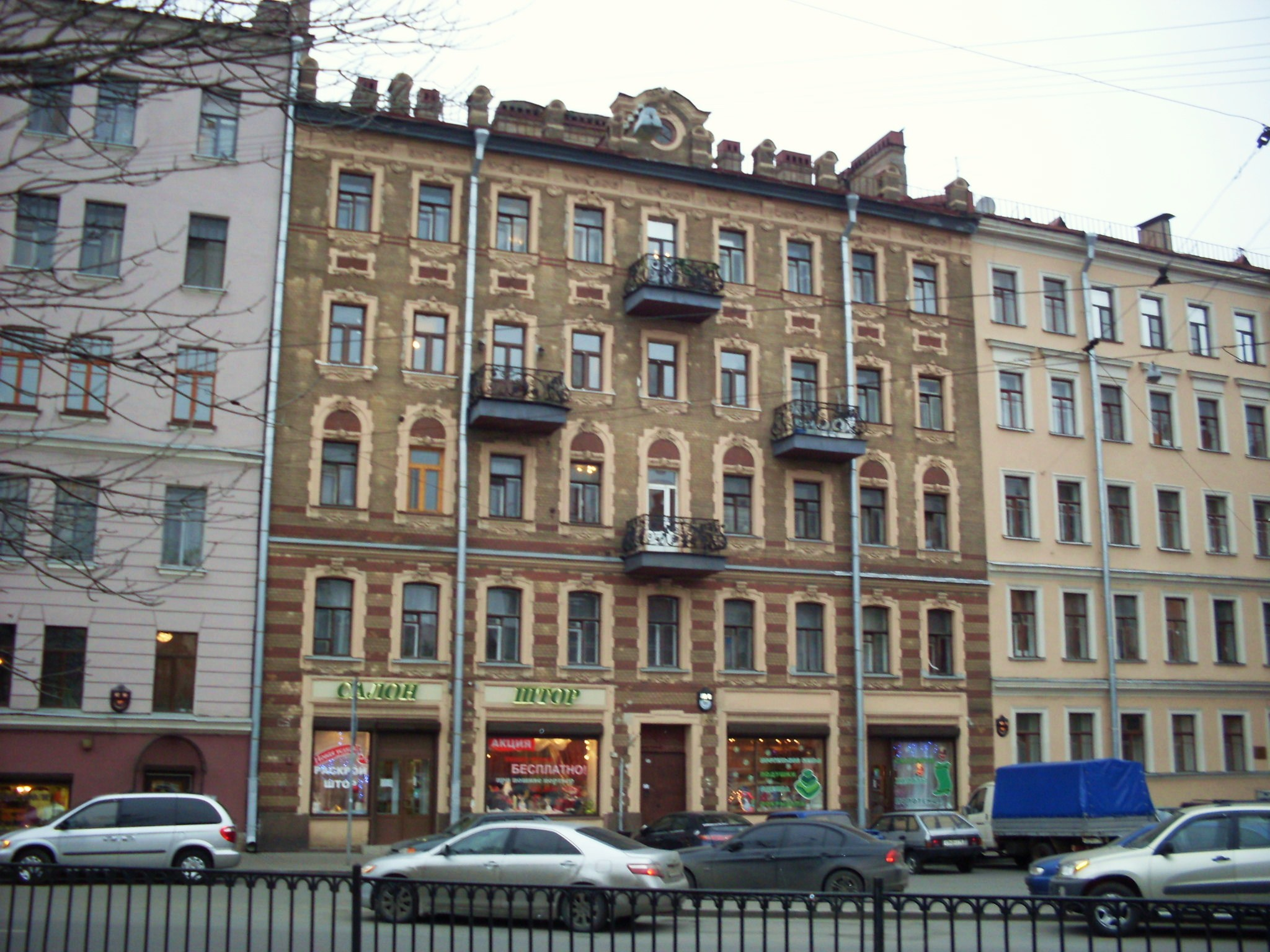
Доходный дом Астратовых.
Садовая улица, 95 (1904)

- Жилой дом (надстройка). Лиговский проспект, 104 (1892[14]; надстроен)[15];
- Здание механического завода фирмы Б. И. Гофмарка. Улица Михайлова, 8 (1894—1895; перестроено)[10][16];
- Покровская церковь (перестройка). Рыбацкий проспект, 12А (1900—1901; не сохранилась)[10][17];
- Жилой дом (дворовый флигель). 6-я Советская улица, 34 (1901)[18];
- Доходный дом Н. М. Слепушкина. Улица Графтио, 2Б (1901)[19];
- Собственный доходный дом. 1-й Муринский проспект, 25 (1902)[20];
- Доходный дом. 3-я Советская улица, 26 (1903)[10][21];
- Доходный дом Астратовых. Садовая улица, 95 (1904)[10][22];
- Жилой дом (дворовый флигель). Железноводская улица, 12Б (1904)[23];
- Общественный ретирадник у Гренадерского моста на Сампсониевской набережной (1906; не сохранился)[24]:94;
- Ремонт Головинского моста через Чёрную Речку (1906; перестроен)[24]:133;
- Ремонт Ланского моста через Чёрную Речку (1905—1906; перестроен)[24]:149;
- Городской рынок. Лесной проспект, 24х / Нейшлотский переулок, 10х (1910—1911; не сохранился)[25];
- Полицейский дом Выборгской части (расширение). Малый Сампсониевский проспект, 6 / Пироговская набережная, 27 (1914; перестроен)[26].

### Ленинградская область
- Церковь Воскресения Христова в селе Воскресенское (совместно с Э. Фишером; 1913—1915; сгорела в 1941 году).